# Choquinha-de-peito-pintado

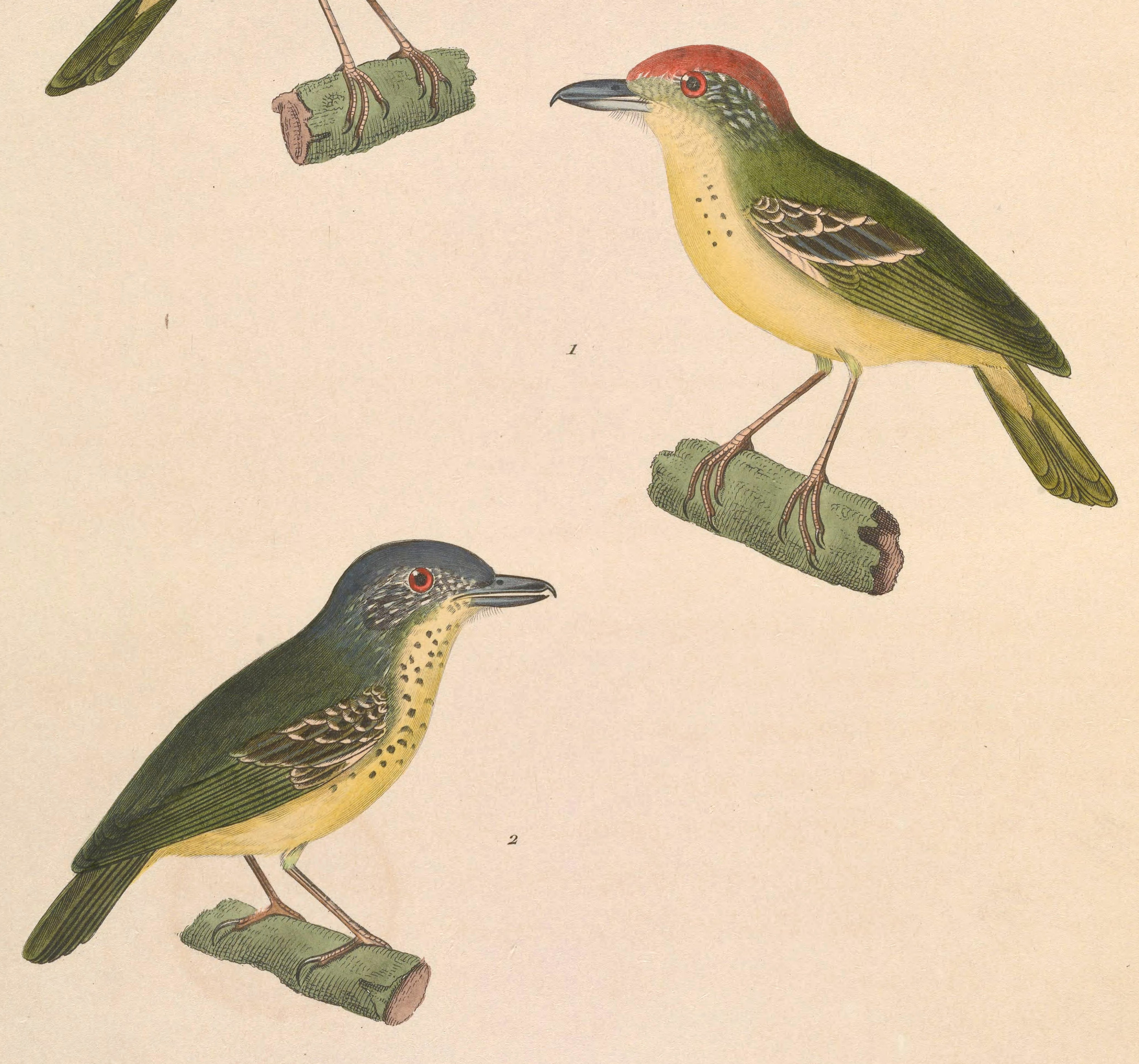
Dysithamnus stictothorax ilustração de macho e fêmea, 1838

Formigueiro-amarelo ou choquinha-de-peito-pintado (Dysithamnus stictothorax) é uma espécie de ave da família Thamnophilidae. Pode ser encontrada nos seguintes países: Argentina e Brasil.
Os seus habitats naturais são: florestas subtropicais ou tropicais húmidas de baixa altitude e regiões subtropicais ou tropicais húmidas de alta altitude.
Está ameaçada por perda de habitat.